# Leithia
Leithia is een geslacht van uitgestorven knaagdieren, dat leefde in het Pleistoceen.

## Beschrijving
Dit vijftig centimeter lange knaagdier, ook wel zevenslaper genoemd, had maalkiezen met zeer lage kronen, die geschikt waren voor zijn gemengde plantendieet. De kiezen bevatten door dwarsrichels verdeelde kauwvlakken, die het voedsel vermaalden. Tussen de snijtanden en de kiezen bevond zich een grote ruimte (diasteem), waardoor de mond werd verdeeld in twee uiterst functionele gebieden: een gedeelte voor het afsnijden en het andere voor het kauwen van het voedsel.

## Leefwijze
Leithia was een nachtdier, dat vermoedelijk in bosrijke streken en dicht struikgewas leefde. Men denkt dat het overwinterde in holten en gaten in de grond.

## Vondsten
Van dit dier werden resten gevonden in Europa (Malta).